# Thelaira ghanii
Thelaira ghanii là một loài ruồi trong họ Tachinidae.